# Julia Pou
María Julia Pou Brito del Pino (Montevideo, 10 giugno 1947) è una politica uruguaiana, moglie dell'ex presidente Luis Alberto Lacalle e madre dell'attuale presidente Luis Alberto Lacalle Pou.

## Biografia
Nata a Montevideo, ha studiato all'Università di Parigi, non laureandosi. Nel 1970 ha sposato l'ex presidente Luis Alberto Lacalle, avendo tre figli: Pilar, Juan José e Luis Alberto, quest'ultimo divenuto presidente del Paese nel 2020.
Durante l'incarico da first lady Julia Pou ha fondato l'organizzazione non governativa Acción Solidaria, di cui è stata a capo fino al 1997.
Ha creato inoltre insieme a Beatriz Argimón il gruppo Acción Comunitaria ed è stata eletta alle elezioni del 1999 come senatrice, rimanendo dal 2000 al 2005.